# Mia-Sophie Ballauf
Mia-Sophie Ballauf (* 2007 in München) ist eine deutsche Kinderdarstellerin.

## Leben
Ballauf debütierte 2017 in einer Episode der Fernsehserie Die Chefin als Schauspielerin. Sie wurde seit 2017 vor allem durch die ZDF-Fernsehserie Die Bergretter bekannt, in der sie die Rolle von Mia Steiner, dem Pflegekind von Markus Kofler, gespielt von Sebastian Ströbel, verkörpert. 2019 war sie in Immenhof – Das Abenteuer eines Sommers in einer Nebenrolle erstmals in einem Spielfilm zu sehen.
Sie spielt Klavier, tanzt gerne und lebt in München.

## Filmografie
- 2017: Die Chefin (Fernsehserie, Folge 8x02)
- 2017–2021: Die Bergretter (Fernsehserie)
- 2019: Immenhof – Das Abenteuer eines Sommers (Spielfilm)